# Store Koldewey
Store Koldewey är en ö i Grönland (Kungariket Danmark). Den ligger i den nordöstra delen av Grönland. Arean är 615 kvadratkilometer.
Terrängen på Store Koldewey är kuperad. Öns högsta punkt är 966 meter över havet. Den sträcker sig 88,6 kilometer i nord-sydlig riktning, och 18,5 kilometer i öst-västlig riktning.